# Franck Pajonkowski
Franck Pajonkowski (* 21. Januar 1964 in Douai) ist ein ehemaliger französischer Eishockeyspieler, der unter anderem zweimal mit der französischen Eishockeynationalmannschaft an den Olympischen Winterspielen teilnahm.   

## Karriere
Franck Pajonkowski begann seine Karriere als Eishockeyspieler in der kanadischen Juniorenliga QMJHL, in der er von 1981 bis 1983 für die Cataractes de Shawinigan und Saguenéens de Chicoutimi aktiv war. Anschließend kehrte der Angreifer in seine französische Heimat zurück, wo er mit dem CS Megève aus der Ligue Magnus in der Saison 1983/84 erstmals die nationale Meisterschaft gewann. Von 1985 bis 1987 spielte er für die Français Volants de Paris, ehe er den Hauptstadtclub wieder verließ. Anschließend stand er ununterbrochen 17 Jahre lang bis zu seinem Karriereende 2004 im Alter von 40 Jahren bei Rouen Hockey Élite 76 unter Vertrag. Mit der Mannschaft gewann er sieben Mal die Meisterschaft (1990, 1992, 1993, 1994, 1995, 2001 und 2003) sowie in der Saison 2001/02 die Coupe de France, den nationalen Pokalwettbewerb. In den Jahren 1990 und 1996 wurde der Nationalspieler jeweils Vizemeister mit Rouen und 2000 scheiterte er mit den Dragons im Finale der Coupe de France am Hockey Club de Caen. Während seiner Laufbahn gehörte Pajonkowski zu den besten Stürmern der Ligue Magnus und gewann insgesamt fünf Mal (1985, 1991, 1994, 1996 und 1997) die Trophée Charles Ramsey als Topscorer der höchsten französischen Spielklasse.   

### International
Für Frankreich nahm Pajonkowski an der C-Weltmeisterschaft 1985, den B-Weltmeisterschaften 1986 und 1987 sowie den A-Weltmeisterschaften 1993, 1994, 1995 und 1996 teil. Des Weiteren stand er im Aufgebot seines Landes bei den Olympischen Winterspielen 1988 in Calgary und 1994 in Lillehammer.

## Erfolge und Auszeichnungen
| - 1984 Französischer Meister mit dem CS Megève - 1985 Trophée Charles Ramsey - 1990 Französischer Meister mit Rouen Hockey Élite 76 - 1991 Französischer Vizemeister mit Rouen Hockey Élite 76 - 1991 Trophée Charles Ramsey - 1991 Meiste Vorlagen der Ligue Magnus - 1992 Französischer Meister mit Rouen Hockey Élite 76 - 1993 Französischer Meister mit Rouen Hockey Élite 76 - 1994 Französischer Meister mit Rouen Hockey Élite 76 | - 1994 Trophée Charles Ramsey - 1995 Französischer Meister mit Rouen Hockey Élite 76 - 1996 Französischer Vizemeister mit Rouen Hockey Élite 76 - 1996 Trophée Charles Ramsey - 1997 Trophée Charles Ramsey - 2000 Finalist Coupe de France mit Rouen Hockey Élite 76 - 2001 Französischer Meister mit Rouen Hockey Élite 76 - 2002 Coupe de France-Gewinn mit Rouen Hockey Élite 76 - 2003 Französischer Meister mit Rouen Hockey Élite 76 |

### International
- 1985 Aufstieg in die B-Weltmeisterschaft bei der C-Weltmeisterschaft